# Giuseppe Monanni
Giuseppe Monanni fue un anarquista italiano, y además editor, periodista, propagandista y tipógrafo de profesión. Nace el 27 de febrero de 1887, en Arezzo (Toscana) - muere en Milán, el 4 de diciembre de 1952). Fue uno de los principales representantes del anarquismo individualista italiano. 
Funda en Florencia, en 1907, la revista anarquista “Vir”, donde colaboran Giovanni Baldazzi, Sem Benelli, Oberdan Gigli, entre otros. Más tarde colabora en el “Grido della Folla”, con Giovanni Gavilli y Leda Rafanelli, la que será su compañera.
En 1908, la pareja se instala en Milán, donde colaborarán en diversos periódicos y publicaciones como: "La Rivolta" (1911); "La Libertà" (1913-1914). Paralelamente a esta actividad periodística, Monanni desarrolla un intenso trabajo por medio de su casa editorial que se difunde por todos los ambientes anarquistas y culturales, bajo el nombre, primero de Libreria Editrice Sociale (del 1910 al 1915), más tarde con Casa Editrice Sociale (del 1919 al 1926) y finalmente Casa Editrice Monanni (dal 1926 al 1933). De este modo publicará todos los clásicos y referentes del anarquismo individualista, a Nietzsche, Palante, Giuseppe Ferrari, entre otros.
Cuando estalla la Primera Guerra Mundial, se traslada a Suiza junto a otros compañeros. A su vuelta a Italia, asiste a la subida del fascismo que dificulta toda propaganda, con una mayor represión a través de detenciones, encarcelamientos y asesinatos. A pesar de ello, en 1925, crea con Carlo Molaschi el centro de enseñanza “L'Università libera” pero tras la aprobación de las leyes especiales, su actividad se limita a la educación general. Además, cesa en su actividad editorial por razones financieras y políticas. Con final de la guerra y la caída del fascismo en Italia, colabora de nuevo bajo el seudónimo ”Mony” en el periódico “Libertario”.